# Lo dudo
"Lo dudo" es una balada escrita por Manuel Alejandro y Ana Magdalena e interpretada por el artista mexicano José José . La canción fue lanzada como el sencillo principal del álbum de José José  Secretos (1983).
Además la canción esta en la lista de las 100 mejores canciones en español de los 80s según VH1 Latinoamérica, del año 2007 obteniendo la posición #9 del conteo.

## Versiones
- Cristian Castro para su album tributo, Mi amigo el Príncipe (2011).[5][6]

## Lista de canciones

### CD - Promo[7]
| Lo dudo - Single |           |                                    |          |  |
| N.º              | Título    | Compositor                         | Duración |  |
| 1.               | «Lo dudo» | Manuel Alejandro · Ana Magdalena   | 3:41     |  |
| 2.               | «A Esa»   | Manuel Alejandro · María Alejandra | 3:05     |  |

## Posicionamiento en listas
| Lista (1990)                    | Posición |
| ------------------------------- | -------- |
| U.S. Billboard Hot Latin Tracks | 40       |